# Pi Anggong
Das  Pi Anggong (in Thai ปี่อังกอง) gehört zu der Gruppe der Durchschlagzungeninstrumente. Es wird im Süden des Isan (dem Nordosten von Thailand) gespielt.
Das Pi Anggong hat eine ähnliche Rohrblatt-Konstruktion wie das Pi Yen, doch ist es größer gebaut und erzeugt einen tieferen Klang. 
Das Pi Or wird als Begleitinstrument zu Gesang und Rezitativen verwendet, aber auch im Ensemble  zusammen mit dem Sor Kantrum und dem Mahori zu allen Gelegenheiten gespielt, außer bei Begräbnissen.